# فرناندو میرلس
فرناندو میرلس (انگلیسی: Fernando Meirelles؛ زادهٔ ۹ نوامبر ۱۹۵۵) کارگردان اهل برزیل است. وی از سال ۱۹۸۲ میلادی تاکنون مشغول فعالیت بوده‌است.

## جوایز
- کاندیدای بفتای بهترین کارگردانی باغبان وفادار در سال ۲۰۰۵

## فیلم‌شناسی

### سینما
| سال  | عنوان انگلیسی         | عنوان اصلی            |
| ---- | --------------------- | --------------------- |
| ۱۹۹۸ | O Menino Maluquinho 2 | O Menino Maluquinho 2 |
| ۲۰۰۱ | Maids                 | Domésticas            |
| ۲۰۰۲ | شهر خدا               | Cidade de Deus        |
| ۲۰۰۵ | باغبان وفادار         |                       |
| ۲۰۰۸ | کوری                  |                       |
| ۲۰۱۱ | ۳۶۰                   |                       |
| ۲۰۱۱ | Brasil Animado (صدا)  |                       |
| ۲۰۱۲ | Elena (مجری طرح)      |                       |
| ۲۰۱۴ | ریو، دوستت دارم       | Rio, Eu Te Amo        |
| 2019 | دو پاپ                | The two popes         |

### تلویزیون
| سال  | عنوان                      | شبکه                 | توضیحات   |
| ---- | -------------------------- | -------------------- | --------- |
| ۱۹۸۳ | Ernesto Varela, o Repórter | شبکه رده گلوبو       |           |
| ۱۹۸۹ | Castelo Rá-Tim-Bum         | TV Cultura           |           |
| ۲۰۱۳ | A Verdade de Cada Um       | شبکه نشنال جئوگرافیک | تهیه‌کننده |
| ۲۰۱۳ | Os Experientes             | شبکه رده گلوبو       | تهیه‌کننده |
| ۲۰۱۵ | Felizes para Sempre?       | شبکه رده گلوبو       | کارگردان  |